# Polygonia hutchinsoni
Polygonia hutchinsoni är en fjärilsart som beskrevs av Robson 1880. Polygonia hutchinsoni ingår i släktet Polygonia och familjen praktfjärilar. Inga underarter finns listade i Catalogue of Life.